# Rise Against
Rise Against és un grup americà de punk rock de Chicago, Illinois, format l'any 1999. Els membres principals del grup són Tim McIlrath (vocals, guitarra), Joe Principe (baix), Brandon Barnes (bateria), i Zach Blair (guitarra), tots ells són "straight edge" (exceptuant Barnes), donen suport a la PETA i són vegetarians estrictes.
La banda va guanyar popularitat amb els seus dos primers llançaments amb la companyia Geffen, Siren Song of the Counter Culture (2004) o The Sufferer & the Witness (2006), que va produir diversos senzills de gran èxit, incloent "Swing Life Away", "Prayer of the Refugee", i "The Good Left Undone". El seu àlbum d'estudi "Appeal to Reason", fou posat a la venda a Amèrica del Nord el 7 d'octubre de 2008, arribant a ser el número tres de la Billboard 200 dels EUA i donant lloc als senzills "Re-Education (Through Labor)", "Audience of One", i "Savior". El 15 de març del 2011, Rise Against publica el seu àlbum "Endgame". La cançó "Satelite" va ser la més destacada del disc. El seu últim àlbum fou publicat el 15 de juliol de 2014. L'àlbum anomenat "The Black Market" va rebre diverses crítiques negatives on es deia que la banda havia pres un rumb molt diferent a les seves primeres gravacions d'estudi.

## Discografia
- The Unraveling (2001)
- Revolutions per Minute (2003)
- Siren Song of the Counter Culture (2004)
- The Sufferer & the Witness (2006)
- Appeal to Reason (2008)
- Endgame (2011)
- The Black Market (2014)
- Wolves (2017)
- Nowhere Generation (2021)

## Membres de la banda
| Membres actuals - Tim McIlrath – veu principal, guitarra rítmica (des del 1999) - Joe Principe – baix elèctric, segona veu (des del 1999) - Brandon Barnes – bateria, percussió (des del 2000) - Zach Blair – guitarra principal, segona veu (des del 2007) | Membres anteriors - Toni Tintari – bateria (1999–2000) (només a Transistor Revolt) - Mr. Precision (Dan Wleklinski) – guitarra principal, segona veu (1999–2002) - Todd Mohney – guitarra principal, segona veu (2002–2004) - Kevin White - guitarra principal, segona veu (2002) - Chris Chasse – guitarra principal, segona veu (2004–2007) |

### Cronologia
Unable to compile EasyTimeline input:

Timeline generation failed: 1 error found

Line 9:  id:Vocals value:blue legend:Guitarra&nbsp;rítmica, veu

- Invalid attribute 'veu' ignored.

```
 Specify attributes as 'name:value' pairs.

```